# Кухистан
Кухистан (на персийски: قهستان‎) е историческа област в Централна Азия, на територията на днешните държави Иран и Афганистан.
Кухистан включва южните рядконаселени части на Хорасан. Разположен е в Иранското плато, между пустините Деще Лут и Деще Кевир. Областта е заета главно от пустини и полупустини.